# Cross County
Das Cross County ist ein County im US-amerikanischen Bundesstaat Arkansas. Der Verwaltungssitz (County Seat) ist in Wynne.

## Geographie
Das County liegt im Nordosten von Arkansas und ist im Osten etwa 50 km vom Mississippi River entfernt, der die Grenze zu Tennessee bildet. Das Cross County hat eine Fläche von 1612 Quadratkilometern, darunter 17 Quadratkilometer Wasserflächen. In Nord-Süd-Richtung wird das County vom Saint Francis River durchflossen. An das Cross County grenzen folgende Nachbarcountys:
| Jackson County  | Poinsett County    |                   |
| Woodruff County | Kompass            | Crittenden County |
|                 | St. Francis County |                   |

## Geschichte
Das Cross County wurde am 15. November 1862 aus Teilen des Crittenden County, des Poinsett County und des St. Francis County gebildet. Benannt wurde es nach David Cross, einem Oberst des konföderierten Heeres.

## Demografische Daten
Nach der Volkszählung im Jahr 2010 lebten im Cross County 17.870 Menschen in 6638 Haushalten. Die Bevölkerungsdichte betrug 11,2 Einwohner pro Quadratkilometer. In den 6638 Haushalten lebten statistisch je 2,69 Personen.
Ethnisch betrachtet setzte sich die Bevölkerung zusammen aus 75,4 Prozent Weißen, 22,6 Prozent Afroamerikanern, 0,4 Prozent amerikanischen Ureinwohnern, 0,5 Prozent Asiaten sowie aus anderen ethnischen Gruppen; 1,1 Prozent stammten von zwei oder mehr Ethnien ab. Unabhängig von der ethnischen Zugehörigkeit waren 1,5 Prozent der Bevölkerung spanischer oder lateinamerikanischer Abstammung.
24,6 Prozent der Bevölkerung waren unter 18 Jahre alt, 59,5 Prozent waren zwischen 18 und 64 und 15,9 Prozent waren 65 Jahre oder älter. 51,7 Prozent der Bevölkerung war weiblich.
Das jährliche Durchschnittseinkommen eines Haushalts lag bei 37.021 USD. Das Pro-Kopf-Einkommen betrug 18.248 USD. 16,7 Prozent der Einwohner lebten unterhalb der Armutsgrenze.

## Kultur und Sehenswürdigkeiten

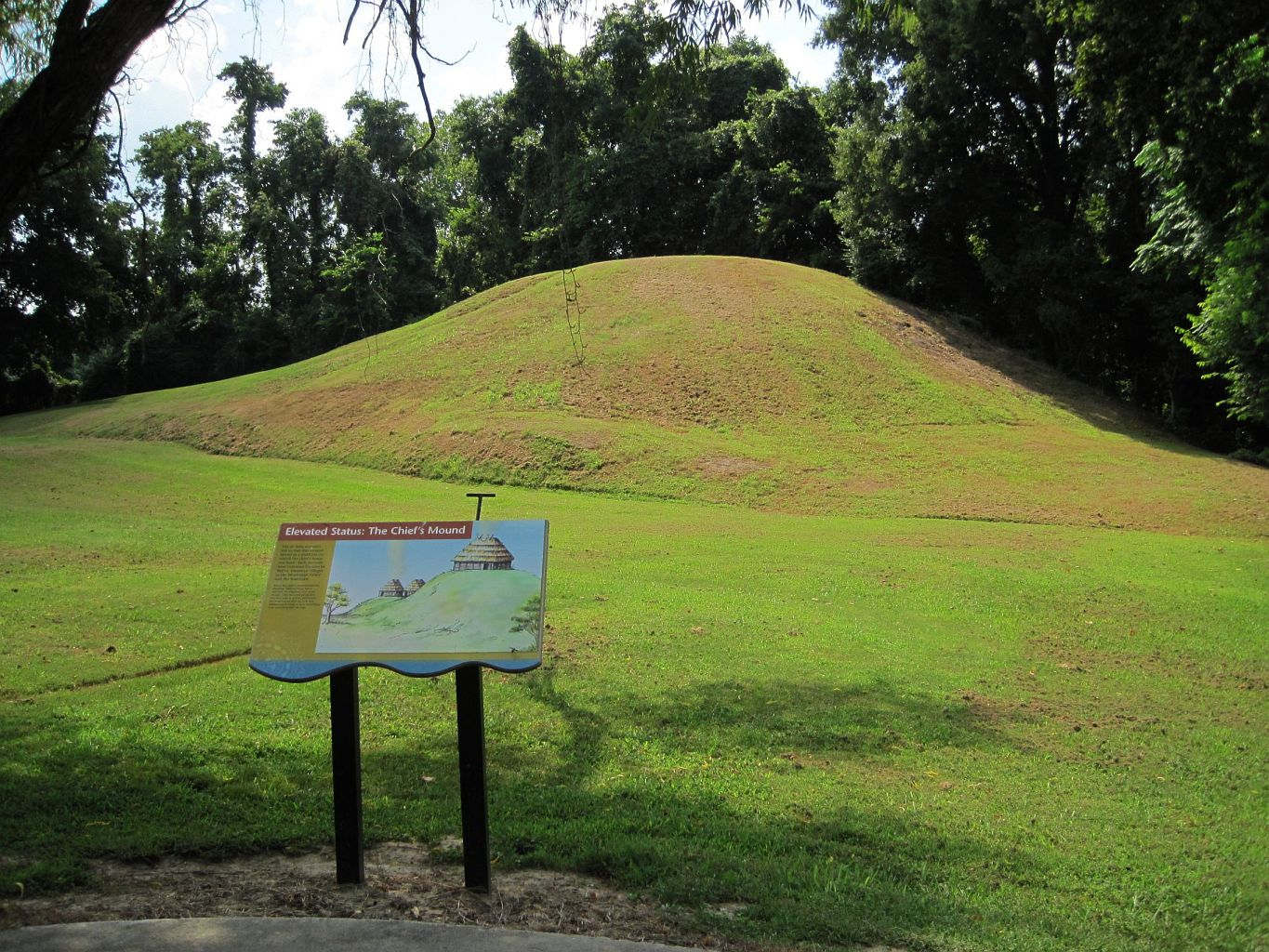
Mound im Parkin Archeological State Park (2013). Dieser State Park hat seit Juli 1964 den Status eines National Historic Landmarks.

19 Bauwerke, Stätten und historische Bezirke (Historic Districts) des Countys sind im National Register of Historic Places („Nationales Verzeichnis historischer Orte“; NRHP) eingetragen (Stand 16. Februar 2022), wobei die präkolumbische Fundstätte Parkin Indian Mound den Status eines National Historic Landmarks („Nationales historisches Wahrzeichen“) hat.

## Ortschaften im Cross County
Citys
- Cherry Valley
- Hickory Ridge
- Parkin
- Wynne

Unincorporated Communities
| - Bay Village - Birdeye - Central - Duvall - Ellis Chapel - Fair Field | - Fair Oaks - Fitzgerald Crossing - Gieseck - Gladden - Hamlin - L'Anguille | - Levesque - McDonald - McElroy - Mersman - Monterey - Mounds | - Pittinger - Pleasant Hill - Princedale - River Front - Smithdale - Tilton | - Togo - Twist - Vanndale - Wick Mill - Wilkins - Wittsburg |

## Gliederung

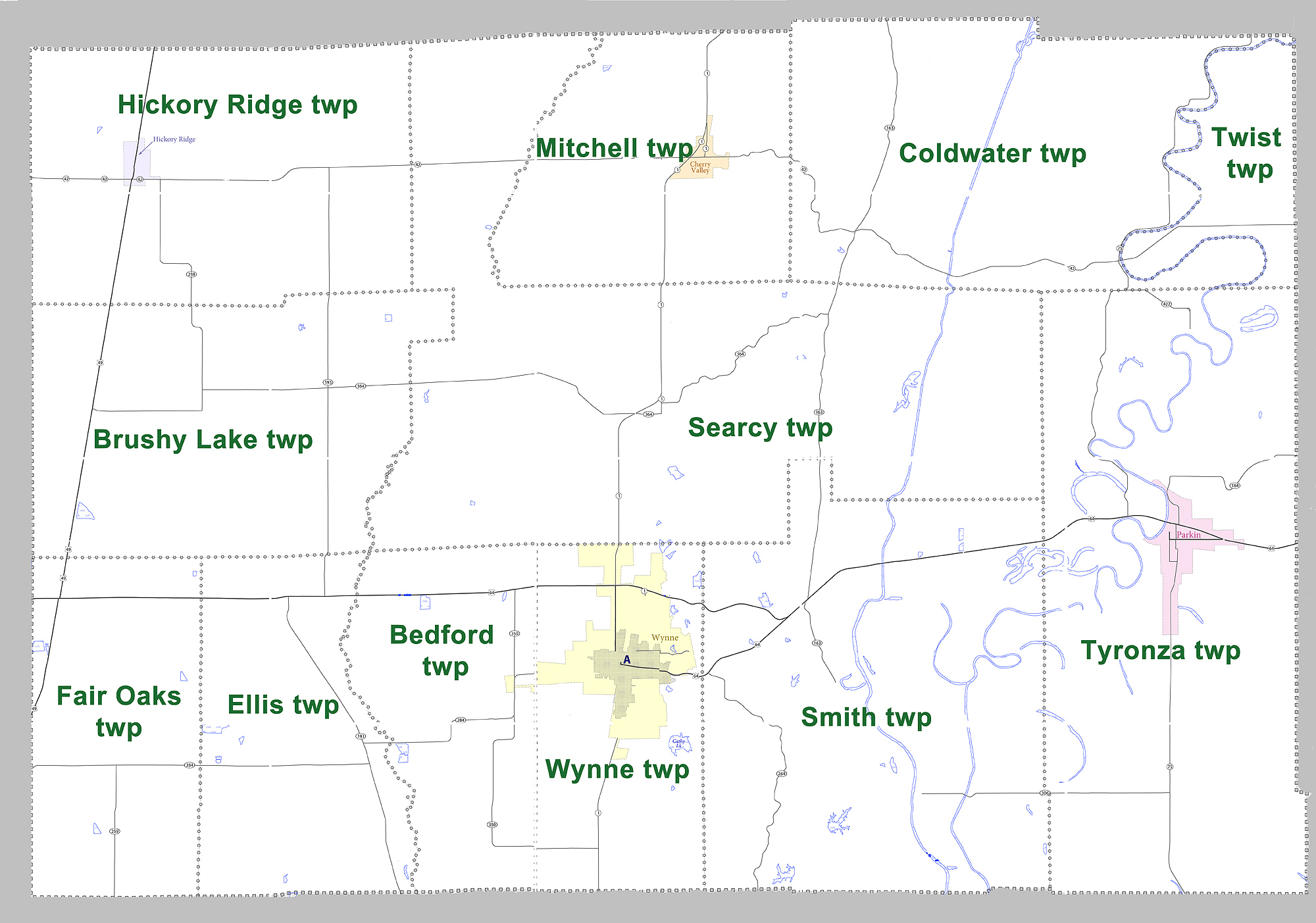
Townships im Cross County

Das Cross County ist in zwölf Townships eingeteilt:
| Township               | Einwohner (2010) | FIPS     |
| ---------------------- | ---------------- | -------- |
| Bedford Township       | 523              | 05-90204 |
| Brushy Lake Township   | 339              | 05-90504 |
| Coldwater Township     | 376              | 05-90894 |
| Ellis Township         | 495              | 05-91227 |
| Fair Oaks Township     | 167              | 05-91266 |
| Hickory Ridge Township | 498              | 05-91701 |
| Mitchell Township      | 1137             | 05-92526 |
| Searcy Township        | 1336             | 05-93339 |
| Smith Township         | 1892             | 05-93408 |
| Twist Township         | 16               | 05-93652 |
| Tyronza Township       | 1323             | 05-93657 |
| Wynne Township         | 9768             | 05-94125 |